# Агосто Рамирес, Фабрисио
Фабрисио Агосто Рамирес (исп. Fabricio Agosto Ramirez; род. 31 декабря 1987, Vecindario, Канарские острова) — испанский футболист, вратарь клуба «Ивица»

## Биография
Фабрисио выступал за молодёжные команды «Весиндарио» и «Депортиво Ла-Корунья», затем за дубль «Депортиво». 13 января 2008 года он дебютировал в основном составе «Депортиво» в игре против «Вильярреала», поскольку оба основных вратаря команды, Дуду Ауат и Густаво Мунуа, были отстранены клубом от матчей за драку. Однако в феврале оба вратаря были восстановлены в составе первой команды, поэтому Фабрисио, сыгравший лишь шесть матчей в Примере, вынужден был вернуться в дубль. В январе 2008 года к игроку проявил интерес английский «Арсенал», представители которого назвали молодого вратаря «одним из самых ярких талантов Испании».
Карьера Фабрисио в «Депортиво» не получала развития, и летом 2009 года он покинул клуб, получив статус свободного агента. В июле он подписал двухлетний контракт с «Вальядолидом» с возможностью продления ещё на два года. Однако и в новой команде он не смог выиграть конкуренцию за место одного вратаря, сыграв за сезон только три матча, два в Кубке Испании и один в Примере. В августе 2010 года Фабрисио был отдан в годичную аренду клубу «Рекреативо», выступавшему в Сегунде. Сделка также предусматривала возможность продления аренды до лета 2012 года. В «Рекреативо» Фабрисио наконец получил возможность играть в основном составе и провёл за сезон 40 матчей в Сегунде.
В июне 2011 года, после удачного сезона в составе «Рекреативо», Фабрисио подписал трёхлетний контракт с клубом «Реал Бетис». Вратарь достался клубу бесплатно, однако по условиям трансфера «Вальядолид» мог получить 20 % от стоимости игрока в случае его продажи в другой клуб. В первом сезоне Фабрисио был дублёром основного вратаря «Бетиса» Касто, а в следующем после прихода в клуб Адриана и конфликта с тренером Пепе Мелем оказался лишь третьим вратарём.
В августе 2013 года Фабрисио вернулся в «Депортиво», с которым подписал трёхлетний контракт. В первом сезоне он, являясь дублёром основного вратаря Хермана Люкса, помог команде вернуться в Примеру. В сезоне 2014/2015 Фабрисио выиграл у Люкса конкуренцию и стал основным вратарём. Однако в августе 2015 года Фабрисио тяжело травмировал колено, и место в воротах снова занял Люкс. За весь сезон 2015/2016 Фабрисио один лишь раз значился в заявке «Депортиво» на матч Примеры.
В июле 2016 года Фабрисио отказался продлевать контракт с «Депортиво» и заключил соглашение на три года с турецким «Бешикташем». Своё решение он объяснил желанием играть в Лиге чемпионов.